# 谷從政
谷从政（？—781年），唐朝魏州昌樂人，高祖父谷那律，唐太宗、唐高宗年间国子博士，祖父谷倚相，秘书省正字，父亲谷崇义，左金吾卫大将军，为幽州大将，客居蓟门。
谷从政略涉儒学，有风操。在李宝臣担任成德节度使时，历定州刺史，封清江郡王。李宝臣和张孝忠的妻子，都是谷从政的姐妹。李宝臣开始倚任他，晚年猜忌，谷从政便闭门称病，不事交游。李宝臣的儿子、谷从政的外甥李惟岳担任节度使，有事不肯与他谋划。李惟岳与田悦拒天子命，整日专门与胡震、王他奴等人商量，多发钱财布帛，以取悦将士。谷从政见李惟岳劝他说：“今天下无事，从京城来的人都说主上聪明神武，立志再造太平，不愿方镇子孙专擅一方。你现在第一个抗命，主上定派各道兵马前来讨伐。你虽恩及三军，将士都说要尽死力，如果一战不胜，人们各顾己命，谁不叛你！将领乘你危难，寻机捉你立功。况且，你父先公所杀大将上百人，在你挫败之际，其子弟要报仇的，可不是屈指可数的！先公与幽州结下切骨之仇，朱滔兄弟一贯恨我们咬牙切齿，主上准会任命幽州为帅。让他们诛怨复仇，他们会必尽力后已。朱滔与我们临近，夜间连敲打木梆报时之声都可听到，一旦朱滔接受朝命，急速前来，如同虎狼捕兽，我们如何抵挡。以往，田承嗣跟随安禄山、安庆绪、史思明、史朝义父子造反，谋乱天下，身经百战，凶猛骠悍，违抗诏命，发起战端，自认无敌。至卢子期被擒，吴希光归国后，田承嗣只好对天而泣，不知何以自处。全靠先公按兵不进，为他求情，先帝代宗宽厚仁德，加以赦免，田承嗣才未被杀，不然，田氏还能留下后代吗！你生长在富贵之中，未受艰苦，却听信左右，想要效法田承嗣吗！你现在不如让李惟诚留后，自己亲身入朝，请求留京宿卫，同时说明让李惟诚留后之事，对他的任命取决于陛下的意志。陛下欣赏你的忠义，即使得不到高官，也不会失去禄位，永消忧患，否则，大祸将来。我也知你素来猜忌我，但有甥舅之情，事情急迫，不能不说！”李惟岳越发憎恶谷从政。谷从政再次回家，闭门称病。李惟诚是李惟岳异母兄，谦和厚道，喜欢读书，能得人心，他的同母妹做了淄青李正己的儿媳妇。李惟岳送李惟诚至淄青，李正己让李惟诚恢复姓张，他于是在淄青做官。李惟岳派王他奴到谷从政家中察看，谷从政吞毒药，五日而死。他在将死之际，说：“我不怕死，只是为张氏现在将要遭到灭族之灾而悲哀。”后李惟岳被王武俊所杀。